# Andrés Uriel Gallego

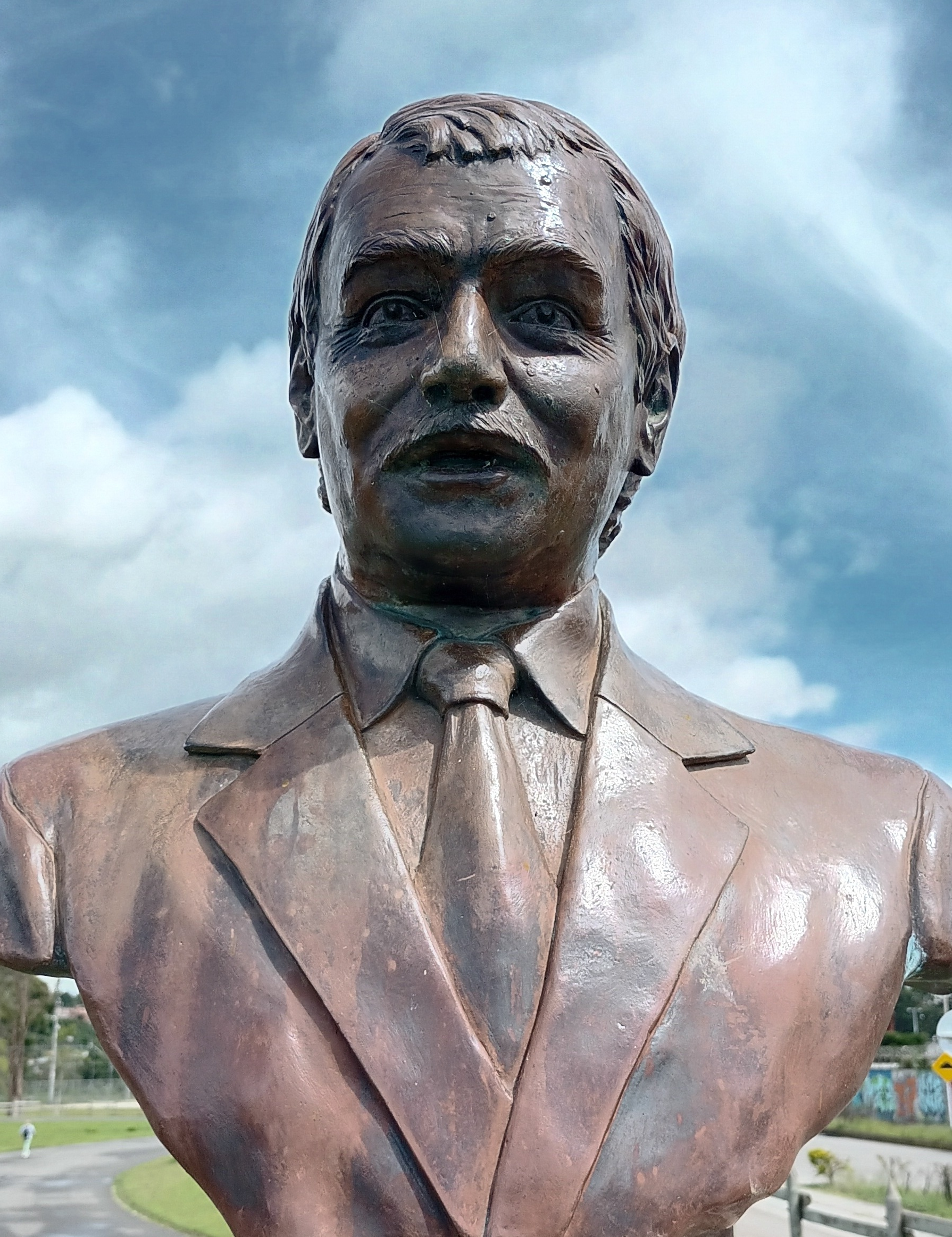
Andrés Uriel Gallego Henao

Andrés Uriel Gallego Henao (* 1. April 1950 in Marinilla, Departamento de Antioquia; † 17. April 2014 in Medellín, Departamento de Antioquia) war ein kolumbianischer Bauingenieur, Hochschullehrer und Politiker der Partido Liberal Colombiano (PLC), der acht Jahre lang Transportminister Kolumbiens war.

## Leben
Gallego stammte aus einfachen Verhältnissen und wuchs mit zwölf Geschwistern auf. Nach dem Schulbesuch absolvierte er ein Studium im Fach Bauingenieurwesen an der Universidad Nacional de Colombia und war nach dem Abschluss als Bauingenieur tätig. Später lehrte er selbst als Dozent das Fach Bauingenieurwesen an der Universidad de Medellín sowie an der Päpstlichen Universität Bolivariana (UPB) in Medellín.
Nach der Wahl von Álvaro Uribe Vélez zum Gouverneur von Departamento de Antioquia wurde Gallego von diesem am 2. Januar 1995 zum Minister für öffentliche Arbeiten (Secretario de Obras Públicas) dieses Departamento ernannt und bekleidete dieses Amt bis zum Ende von Uribes Amtszeit am 31. Dezember 1997.
2000 bewarb er sich als Kandidat der Partido Liberal Colombiano (PLC) selbst für das Amt des Gouverneurs von Antioquia, unterlag bei den Wahlen jedoch dem Kandidaten der Fuerzas Armadas Revolucionarias de Colombia – Ejército del Pueblo (FARC-EP), Guillermo Gaviria Correa.
Nachdem Álvaro Uribe Vélez zum Präsidenten Kolumbiens gewählt worden war, wurde Gallego von diesem am 7. August 2002 als Nachfolger von Gustavo Canal Mora zum Transportminister in dessen Kabinett berufen und bekleidete dieses Ministeramt bis zum Ende von Uribes Amtszeit am 7. August 2010. In dieser Funktion wurden zahlreiche Bauprojekte begonnen, mehrere davon in seiner Heimatprovinz Antioquia. Zu den bekanntesten Bauprojekten gehörte der 2014 fertiggestellte Tunnel La Línea zwischen den Städten Calarcá in Quindío und Cajamarca in Tolima. Daneben fanden aber auch straßenbauliche Maßnahmen im Rahmen des Plan Colombia sowie zur Wiederherstellung der Befahrbarkeit des Río Magdalena statt. Nachfolger als Minister wurde Germán Cardona.
Gallego verstarb an Prostatakrebs im Hospital Pablo Tobón Uribe in Medellín.